# Marssumermolen
De Marssumermolen (Fries: Marsumermûne) is een poldermolen nabij het Friese dorp Marssum, dat in de Nederlandse gemeente Waadhoeke (voorheen gemeente Menaldumadeel) ligt.

## Beschrijving
De Marssumermolen, een grondzeiler die iets ten noordwesten van het dorp staat, werd in 1903 gebouwd voor de bemaling van de Marssumerpolder. Dankzij een tweede vijzelinstallatie kan hij ook inmalen. In 2000 werd de molen voor het laatst gerestaureerd. De Marssumermolen, eigendom van de Stichting Molens in Menaldumadeel, is maalvaardig in circuit en kan op afspraak worden bezichtigd. Ook kan hij als trouwzaal worden gebruikt.